# إريك فيركلوغ
إريك فيركلوغ هو سياسي كندي، ولد في 6 يوليو 1962 في وايت هورس في كندا. نشط حزبياً في Yukon New Democratic Party ‏. وقد انتخب عضو الجمعية التشريعية في يوكون ‏.